# アイリッシュ・ベースボール・リーグ
アイリッシュ・ベースボール・リーグ（英語：Irish Baseball League）は、アイルランドで開催されているプロ野球リーグである。

## 概要
1997年に設立された。
2024年現在、4月から9月にかけて、8チームがプレーをしている。

## チーム

### 参加チーム一覧
- ベルファスト・ノーススターズ (en:Belfast Northstars) - ベルファスト
- ベルファスト・バニッカーズ（en:Belfast Buccaneers）- ベルファスト
- クローンズ・コメッツ (en:Clones Comets) - クローンズ
- コークシティ・コスモス（en:Cork City Cosmos）- コーク
- ダブリンシティ・ハリケーンズ (en:Dublin Hurricanes) - ダブリン
- ダブリン・スパルタンズ (en:Dublin Spartans) - ダブリン
- ゲレイストーンズ・マリナーズ (en:Greystones Mariners) - ダンレアリー・ラスダウン
- アシュボーン・ジャイアンツ (:en:Ashibourne Giants) - アッシュボーン

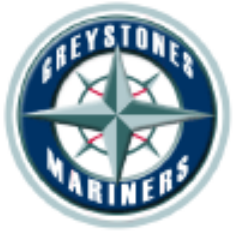
ゲレイストーンズ・マリナーズ
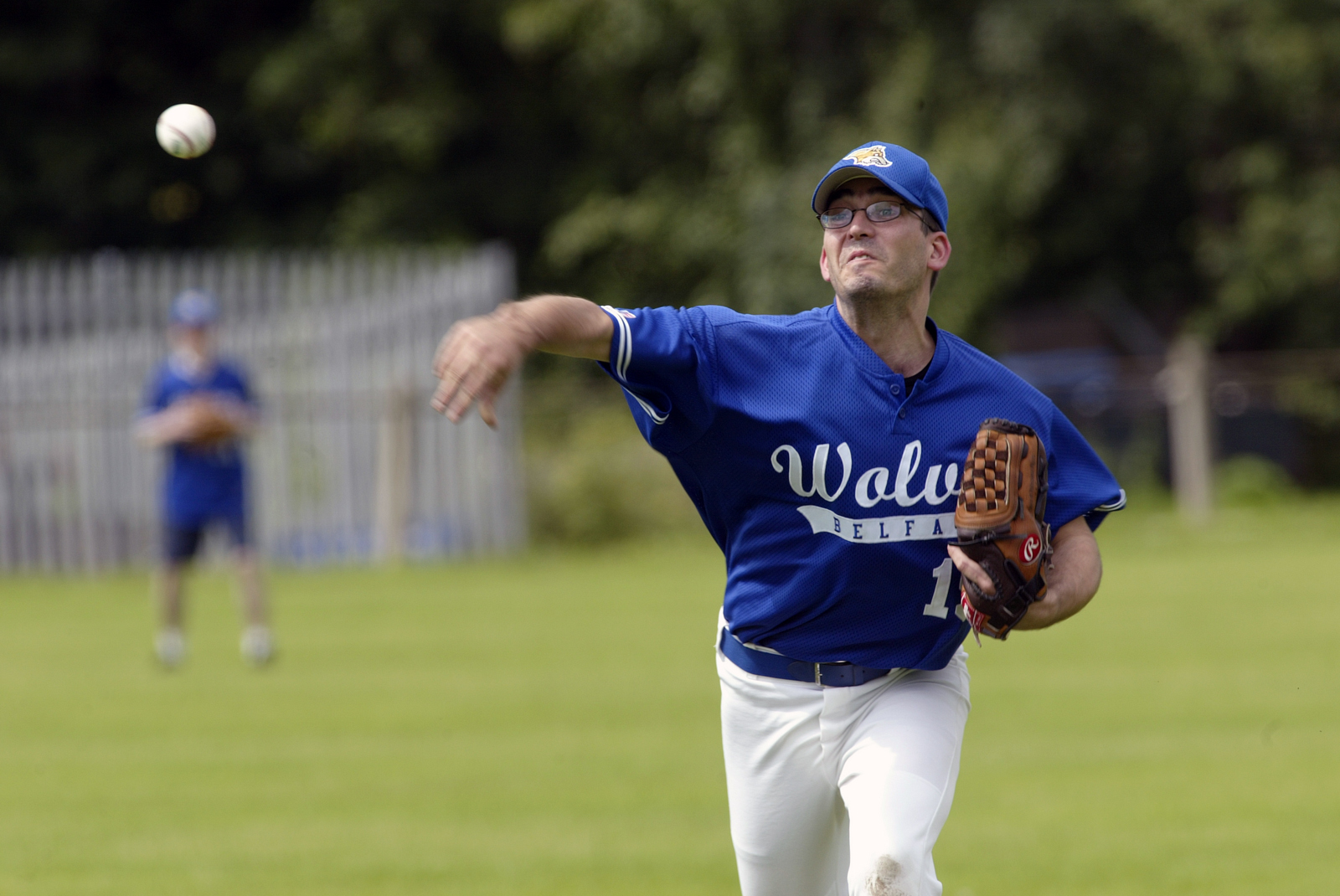
ノーススターズのコナー・ドーソン投手